# The Food Lab
The Food Lab: Better Home Cooking Through Science egy 2015-ben megjelent szakácskönyv, amelyet egy amerikai szakács, J. Kenji López-Alt írt.
A könyv közel 300 sós típusú, amerikai gasztronómiai receptet tartalmaz. A The Food Lab nemcsak maga López-Alt könyvét, hanem Serious Eats blogbejegyzéseit is tartalmazza. López-Alt tudományos módszerrel népszerűsíti az amerikai recepteket, és egyben magyarázza magát a főzés tudományát. The Food Lab szerepelt a New York Times bestsellerlistáján, majd 2016-ban megnyerte James Beard Alapítvány díját a legjobb általános főzőszakácskönyv kategóriában, továbbá ebben az évben IACP által kiosztott Az év szakácskönyve és az Az év legjobb amerikai szakácskönyve címet is magának tudhatja.
López-Alt közel öt éven keresztül szerkesztette könyvét. Nem egyszerű szakácskönyvnek szánta, hanem „egy könyv azoknak, akik meg akarják tanulni a főzés hogyanját  és miértjét”. A receptek az alkalmazott technika szerint vannak rendezve. A könyv diagramokat tartalmaz, valamint kísérleteket, amelyek célja tudományos fogalmak magyarázata, mint a hőmérséklet és az energia közötti különbség, valamint a Leidenfrost-jelenség.

## Fordítás
Ez a szócikk részben vagy egészben  a   The Food Lab című angol Wikipédia-szócikk ezen változatának fordításán alapul.  Az eredeti cikk szerkesztőit annak laptörténete sorolja fel. Ez a jelzés csupán a megfogalmazás eredetét és a szerzői jogokat jelzi, nem szolgál a cikkben szereplő információk forrásmegjelöléseként.